# Narcissus magni-abilii
Narcissus magni-abilii är en amaryllisväxtart som beskrevs av Francisco Javier Fernández Casas. Narcissus magni-abilii ingår i släktet narcisser, och familjen amaryllisväxter.
Artens utbredningsområde är Portugal. Inga underarter finns listade i Catalogue of Life.